# Ozodicera longisector
Ozodicera longisector är en tvåvingeart som beskrevs av Alexander 1944. Ozodicera longisector ingår i släktet Ozodicera och familjen storharkrankar.
Artens utbredningsområde är Venezuela. Inga underarter finns listade i Catalogue of Life.